# Liste des planètes mineures non numérotées découvertes en avril 2024
Pour un article plus général, voir Liste des planètes mineures non numérotées découvertes en 2024.
Pour un article plus général, voir Liste des planètes mineures.
Cet article dresse la liste des planètes mineures (astéroïdes, centaures, objets transneptuniens et assimilés) non numérotées découvertes en avril 2024 dans l'ordre de leur découverte.
Au 15 janvier 2025, 661 077 des 1 434 993 planètes mineures répertoriées par le Centre des planètes mineures ne sont pas encore numérotées, soit 46,07 %.

## Rappel concernant la désignation provisoire
La désignation provisoire indique l'ordre de découverte de ces objets. En effet, cette désignation est composée de l'année de découverte (par exemple 2024) suivie de la quinzaine (demi-mois) de découverte (p.e. A = 1-15 janvier) puis de l'ordre de découverte dans cette quinzaine. Cet ordre est indiqué par une lettre et éventuellement un chiffre comme suit : A pour la première découverte, B pour la deuxième, ..., Z pour la 25e (le I n'est pas utilisé pour éviter la confusion avec 1), A1 pour la 26e, B1 pour la 27e, etc. , Z1 pour la 50e, A2 pour la 51e, B2 pour la 52e, etc. L'ordre de la numérotation ne suit donc pas l'ordre alphanumérique. 2024 AA1 suit ainsi 2024 AZ et précède 2024 AB1.

## Liste

### Du1erau 15 avril 2024
- 2024 GA
- 2024 GB
- 2024 GC
- 2024 GD
- 2024 GE
- 2024 GF
- 2024 GG
- 2024 GH
- 2024 GJ
- 2024 GK
- 2024 GL
- 2024 GM
- 2024 GN
- 2024 GO
- 2024 GP
- 2024 GQ
- 2024 GR
- 2024 GS
- 2024 GT
- 2024 GU
- 2024 GV
- 2024 GW
- 2024 GX
- 2024 GY
- 2024 GZ
- 2024 GA1
- 2024 GB1
- 2024 GC1
- 2024 GD1
- 2024 GE1
- 2024 GF1
- 2024 GG1
- 2024 GH1
- 2024 GJ1
- 2024 GK1
- 2024 GL1
- 2024 GM1
- 2024 GN1
- 2024 GO1
- 2024 GP1
- 2024 GQ1
- 2024 GR1
- 2024 GS1
- 2024 GT1
- 2024 GV1
- 2024 GW1
- 2024 GX1
- 2024 GY1
- 2024 GZ1
- 2024 GA2
- 2024 GB2
- 2024 GC2
- 2024 GD2
- 2024 GE2
- 2024 GF2
- 2024 GG2
- 2024 GH2
- 2024 GJ2
- 2024 GK2
- 2024 GL2
- 2024 GM2
- 2024 GN2
- 2024 GO2
- 2024 GP2
- 2024 GQ2
- 2024 GR2
- 2024 GS2
- 2024 GT2
- 2024 GU2
- 2024 GV2
- 2024 GW2
- 2024 GX2
- 2024 GY2
- 2024 GZ2
- 2024 GA3
- 2024 GB3
- 2024 GC3
- 2024 GD3
- 2024 GE3
- 2024 GF3
- 2024 GG3
- 2024 GH3
- 2024 GJ3
- 2024 GK3
- 2024 GM3
- 2024 GN3
- 2024 GO3
- 2024 GP3
- 2024 GQ3
- 2024 GR3
- 2024 GS3
- 2024 GT3
- 2024 GU3
- 2024 GV3
- 2024 GW3
- 2024 GX3
- 2024 GY3
- 2024 GZ3
- 2024 GA4
- 2024 GB4
- 2024 GC4
- 2024 GD4
- 2024 GE4
- 2024 GF4
- 2024 GH4
- 2024 GJ4
- 2024 GK4
- 2024 GL4
- 2024 GM4
- 2024 GN4
- 2024 GO4
- 2024 GP4
- 2024 GQ4
- 2024 GR4
- 2024 GS4
- 2024 GT4
- 2024 GU4
- 2024 GV4
- 2024 GW4
- 2024 GX4
- 2024 GY4
- 2024 GZ4
- 2024 GA5
- 2024 GB5
- 2024 GC5
- 2024 GD5
- 2024 GE5
- 2024 GF5
- 2024 GG5
- 2024 GH5
- 2024 GJ5
- 2024 GK5
- 2024 GL5
- 2024 GM5
- 2024 GN5
- 2024 GO5
- 2024 GP5
- 2024 GQ5
- 2024 GR5
- 2024 GS5
- 2024 GT5
- 2024 GU5
- 2024 GV5
- 2024 GW5
- 2024 GX5
- 2024 GY5
- 2024 GZ5
- 2024 GA6
- 2024 GB6
- 2024 GC6
- 2024 GD6
- 2024 GE6
- 2024 GF6
- 2024 GG6
- 2024 GH6
- 2024 GJ6
- 2024 GK6
- 2024 GL6
- 2024 GM6
- 2024 GN6
- 2024 GO6
- 2024 GP6
- 2024 GQ6
- 2024 GR6
- 2024 GS6
- 2024 GT6
- 2024 GU6
- 2024 GV6
- 2024 GW6
- 2024 GX6
- 2024 GY6
- 2024 GZ6
- 2024 GA7
- 2024 GB7
- 2024 GC7
- 2024 GD7
- 2024 GE7
- 2024 GF7
- 2024 GG7
- 2024 GH7
- 2024 GJ7
- 2024 GL7
- 2024 GM7
- 2024 GN7
- 2024 GO7
- 2024 GP7
- 2024 GQ7
- 2024 GR7
- 2024 GT7
- 2024 GV7
- 2024 GW7
- 2024 GX7
- 2024 GZ7
- A/2024 G8
- 2024 GB8
- 2024 GC8
- 2024 GD8
- 2024 GE8
- 2024 GG8
- 2024 GH8
- 2024 GJ8
- 2024 GK8
- 2024 GL8
- 2024 GM8
- 2024 GN8
- 2024 GO8
- 2024 GP8
- 2024 GQ8
- 2024 GR8
- 2024 GS8
- 2024 GT8
- 2024 GU8
- 2024 GV8
- 2024 GX8
- 2024 GY8
- 2024 GZ8
- 2024 GA9
- 2024 GB9
- 2024 GC9
- 2024 GD9
- 2024 GE9
- 2024 GF9
- 2024 GG9
- 2024 GH9
- 2024 GJ9
- 2024 GK9
- 2024 GL9
- 2024 GM9
- 2024 GN9
- 2024 GO9
- 2024 GQ9
- 2024 GR9
- 2024 GS9
- 2024 GT9
- 2024 GV9
- 2024 GW9
- 2024 GX9
- 2024 GY9
- 2024 GZ9
- 2024 GA10
- 2024 GB10
- 2024 GD10
- 2024 GF10
- 2024 GG10
- 2024 GH10
- 2024 GJ10
- 2024 GK10
- 2024 GL10
- 2024 GM10
- 2024 GN10
- 2024 GO10
- 2024 GP10
- 2024 GQ10
- 2024 GR10
- 2024 GS10
- 2024 GT10
- 2024 GU10
- 2024 GV10
- 2024 GW10
- 2024 GX10
- 2024 GY10
- 2024 GZ10
- 2024 GA11
- 2024 GB11
- 2024 GC11
- 2024 GD11
- 2024 GE11
- 2024 GF11
- 2024 GG11
- 2024 GH11
- 2024 GJ11
- 2024 GK11
- 2024 GL11
- 2024 GM11
- 2024 GN11
- 2024 GO11
- 2024 GP11
- 2024 GQ11
- 2024 GR11
- 2024 GS11
- 2024 GT11
- 2024 GU11
- 2024 GV11
- 2024 GW11
- 2024 GX11
- 2024 GY11
- 2024 GZ11
- 2024 GA12
- 2024 GB12
- 2024 GC12
- 2024 GD12
- 2024 GE12
- 2024 GF12
- 2024 GG12
- 2024 GH12
- 2024 GJ12
- 2024 GK12
- 2024 GL12
- 2024 GM12
- 2024 GN12
- 2024 GO12
- 2024 GP12
- 2024 GR12
- 2024 GS12
- 2024 GT12
- 2024 GU12
- 2024 GV12
- 2024 GW12
- 2024 GX12
- 2024 GY12
- 2024 GZ12
- 2024 GA13
- 2024 GB13
- 2024 GC13
- 2024 GD13
- 2024 GE13
- 2024 GF13
- 2024 GG13
- 2024 GH13
- 2024 GJ13
- 2024 GK13
- 2024 GL13
- 2024 GM13
- 2024 GN13
- 2024 GO13
- 2024 GP13
- 2024 GQ13
- 2024 GR13
- 2024 GS13
- 2024 GT13
- 2024 GU13
- 2024 GV13
- 2024 GW13
- 2024 GX13
- 2024 GY13
- 2024 GZ13
- 2024 GA14
- 2024 GB14
- 2024 GC14
- 2024 GD14
- 2024 GE14
- 2024 GF14
- 2024 GG14
- 2024 GH14
- 2024 GJ14
- 2024 GK14
- 2024 GL14
- 2024 GM14
- 2024 GN14
- 2024 GO14
- 2024 GP14
- 2024 GQ14
- 2024 GS14
- 2024 GT14
- 2024 GU14
- 2024 GV14
- 2024 GW14
- 2024 GX14
- 2024 GY14
- 2024 GZ14
- 2024 GA15
- 2024 GB15
- 2024 GC15
- 2024 GD15
- 2024 GE15
- 2024 GF15
- 2024 GG15
- 2024 GH15
- 2024 GJ15
- 2024 GK15
- 2024 GL15
- 2024 GM15
- 2024 GN15
- 2024 GO15
- 2024 GP15
- 2024 GQ15
- 2024 GR15
- 2024 GS15
- 2024 GT15
- 2024 GU15
- 2024 GV15
- 2024 GW15
- 2024 GX15
- 2024 GY15
- 2024 GZ15
- 2024 GA16
- 2024 GB16
- 2024 GC16
- 2024 GD16
- 2024 GE16
- 2024 GF16
- 2024 GG16
- 2024 GH16
- 2024 GJ16
- 2024 GK16
- 2024 GL16
- 2024 GM16
- 2024 GN16
- 2024 GO16
- 2024 GP16
- 2024 GQ16
- 2024 GR16
- 2024 GS16
- 2024 GT16
- 2024 GU16
- 2024 GV16
- 2024 GW16
- 2024 GX16
- 2024 GY16
- 2024 GZ16
- 2024 GA17
- 2024 GB17
- 2024 GC17
- 2024 GD17
- 2024 GE17
- 2024 GF17
- 2024 GG17
- 2024 GH17
- 2024 GJ17
- 2024 GK17
- 2024 GL17
- 2024 GM17
- 2024 GO17
- 2024 GP17
- 2024 GR17
- 2024 GS17
- 2024 GT17
- 2024 GU17
- 2024 GV17
- 2024 GW17
- 2024 GX17
- 2024 GY17
- 2024 GZ17
- 2024 GA18
- 2024 GB18
- 2024 GC18
- 2024 GD18
- 2024 GE18
- 2024 GF18
- 2024 GG18
- 2024 GH18
- 2024 GJ18
- 2024 GK18
- 2024 GL18
- 2024 GM18
- 2024 GN18
- 2024 GO18
- 2024 GP18
- 2024 GQ18
- 2024 GR18
- 2024 GS18
- 2024 GT18
- 2024 GU18
- 2024 GV18
- 2024 GW18
- 2024 GX18
- 2024 GY18
- 2024 GZ18
- 2024 GA19
- 2024 GB19
- 2024 GC19
- 2024 GD19
- 2024 GE19
- 2024 GF19
- 2024 GG19
- 2024 GH19
- 2024 GJ19
- 2024 GK19
- 2024 GL19
- 2024 GM19
- 2024 GN19
- 2024 GO19
- 2024 GP19
- 2024 GQ19
- 2024 GR19
- 2024 GS19
- 2024 GT19
- 2024 GU19
- 2024 GV19
- 2024 GW19
- 2024 GX19
- 2024 GY19
- 2024 GZ19
- 2024 GA20
- 2024 GB20
- 2024 GC20
- 2024 GD20
- 2024 GE20
- 2024 GF20
- 2024 GG20
- 2024 GH20
- 2024 GJ20
- 2024 GK20
- 2024 GL20
- 2024 GM20
- 2024 GN20
- 2024 GO20
- 2024 GP20
- 2024 GQ20
- 2024 GR20
- 2024 GS20
- 2024 GT20
- 2024 GU20
- 2024 GV20
- 2024 GW20
- 2024 GX20
- 2024 GY20
- 2024 GZ20
- 2024 GA21
- 2024 GB21
- 2024 GC21
- 2024 GD21
- 2024 GE21
- 2024 GF21
- 2024 GG21
- 2024 GH21
- 2024 GJ21
- 2024 GK21
- 2024 GL21
- 2024 GM21
- 2024 GN21
- 2024 GO21
- 2024 GP21
- 2024 GQ21
- 2024 GR21
- 2024 GS21
- 2024 GT21
- 2024 GU21
- 2024 GV21
- 2024 GW21
- 2024 GX21
- 2024 GY21
- 2024 GZ21
- 2024 GA22
- 2024 GB22
- 2024 GC22
- 2024 GD22
- 2024 GE22
- 2024 GF22
- 2024 GG22
- 2024 GH22
- 2024 GJ22
- 2024 GK22
- 2024 GL22
- 2024 GM22
- 2024 GN22
- 2024 GO22
- 2024 GP22
- 2024 GQ22
- 2024 GR22
- 2024 GS22
- 2024 GT22
- 2024 GU22
- 2024 GV22
- 2024 GW22
- 2024 GX22
- 2024 GY22
- 2024 GZ22
- 2024 GA23
- 2024 GB23
- 2024 GC23
- 2024 GD23
- 2024 GE23
- 2024 GF23
- 2024 GG23
- 2024 GH23
- 2024 GJ23
- 2024 GK23
- 2024 GL23
- 2024 GM23
- 2024 GN23
- 2024 GO23
- 2024 GP23
- 2024 GQ23
- 2024 GR23
- 2024 GS23
- 2024 GT23
- 2024 GU23
- 2024 GV23
- 2024 GW23
- 2024 GX23
- 2024 GY23
- 2024 GZ23
- 2024 GA24
- 2024 GB24
- 2024 GC24
- 2024 GE24
- 2024 GF24
- 2024 GH24
- 2024 GJ24
- 2024 GK24
- 2024 GL24
- 2024 GM24
- 2024 GN24
- 2024 GO24
- 2024 GP24
- 2024 GQ24
- 2024 GR24
- 2024 GS24
- 2024 GT24
- 2024 GU24
- 2024 GV24
- 2024 GW24
- 2024 GX24
- 2024 GY24
- 2024 GZ24
- 2024 GA25
- 2024 GB25
- 2024 GC25
- 2024 GD25
- 2024 GE25
- 2024 GG25
- 2024 GH25
- 2024 GJ25
- 2024 GK25
- 2024 GM25
- 2024 GN25
- 2024 GO25
- 2024 GP25
- 2024 GQ25
- 2024 GR25
- 2024 GS25
- 2024 GU25
- 2024 GV25
- 2024 GW25
- 2024 GX25
- 2024 GY25
- 2024 GZ25
- 2024 GA26
- 2024 GB26
- 2024 GD26
- 2024 GE26
- 2024 GF26
- 2024 GG26
- 2024 GH26
- 2024 GJ26
- 2024 GK26
- 2024 GL26
- 2024 GM26
- 2024 GN26
- 2024 GO26
- 2024 GP26
- 2024 GQ26
- 2024 GR26
- 2024 GS26
- 2024 GT26
- 2024 GU26
- 2024 GV26
- 2024 GW26
- 2024 GX26
- 2024 GY26
- 2024 GZ26
- 2024 GA27
- 2024 GB27
- 2024 GC27
- 2024 GD27
- 2024 GE27
- 2024 GF27
- 2024 GG27
- 2024 GH27
- 2024 GJ27
- 2024 GL27
- 2024 GM27
- 2024 GN27
- 2024 GO27
- 2024 GP27
- 2024 GQ27
- 2024 GR27
- 2024 GS27
- 2024 GT27
- 2024 GU27
- 2024 GV27
- 2024 GW27
- 2024 GX27
- 2024 GY27
- 2024 GZ27
- 2024 GA28
- 2024 GB28
- 2024 GC28
- 2024 GD28
- 2024 GE28
- 2024 GF28
- 2024 GG28
- 2024 GH28
- 2024 GJ28
- 2024 GK28
- 2024 GL28
- 2024 GM28
- 2024 GN28
- 2024 GO28
- 2024 GP28
- 2024 GQ28
- 2024 GR28
- 2024 GS28
- 2024 GT28
- 2024 GU28
- 2024 GV28
- 2024 GW28
- 2024 GX28
- 2024 GY28
- 2024 GZ28
- 2024 GA29
- 2024 GB29
- 2024 GC29
- 2024 GD29
- 2024 GE29
- 2024 GF29
- 2024 GG29
- 2024 GH29
- 2024 GJ29
- 2024 GK29
- 2024 GL29
- 2024 GM29
- 2024 GN29
- 2024 GO29
- 2024 GP29
- 2024 GQ29
- 2024 GR29
- 2024 GS29
- 2024 GT29
- 2024 GU29
- 2024 GV29
- 2024 GW29
- 2024 GX29
- 2024 GY29
- 2024 GZ29
- 2024 GA30
- 2024 GB30
- 2024 GC30
- 2024 GD30
- 2024 GE30
- 2024 GF30
- 2024 GG30
- 2024 GH30
- 2024 GJ30

### Du 16 au 30 avril 2024
- 2024 HA
- 2024 HB
- 2024 HC
- 2024 HD
- 2024 HE
- 2024 HF
- 2024 HG
- 2024 HH
- 2024 HJ
- 2024 HK
- 2024 HL
- 2024 HM
- 2024 HN
- 2024 HO
- 2024 HP
- 2024 HQ
- 2024 HR
- 2024 HS
- 2024 HT
- 2024 HU
- 2024 HV
- 2024 HW
- 2024 HX
- 2024 HY
- 2024 HZ
- 2024 HA1
- 2024 HB1
- 2024 HC1
- 2024 HD1
- 2024 HE1
- 2024 HF1
- 2024 HG1
- 2024 HH1
- 2024 HJ1
- 2024 HK1
- 2024 HL1
- 2024 HM1
- 2024 HN1
- 2024 HO1
- 2024 HP1
- 2024 HQ1
- 2024 HR1
- 2024 HS1
- 2024 HT1
- 2024 HU1
- 2024 HV1
- 2024 HW1
- 2024 HX1
- 2024 HY1
- 2024 HZ1
- 2024 HA2
- 2024 HB2
- 2024 HC2
- 2024 HD2
- 2024 HE2
- 2024 HF2
- 2024 HG2
- 2024 HH2
- 2024 HJ2
- 2024 HK2
- 2024 HL2
- 2024 HM2
- 2024 HN2
- 2024 HO2
- 2024 HP2
- 2024 HQ2
- 2024 HR2
- 2024 HS2
- 2024 HT2
- 2024 HU2
- 2024 HV2
- 2024 HX2
- 2024 HY2
- 2024 HZ2
- 2024 HA3
- 2024 HB3
- 2024 HC3
- 2024 HD3
- 2024 HE3
- 2024 HF3
- 2024 HH3
- 2024 HJ3
- 2024 HK3
- 2024 HL3
- 2024 HM3
- 2024 HO3
- 2024 HP3
- 2024 HQ3
- 2024 HR3
- 2024 HS3
- 2024 HT3
- 2024 HU3
- 2024 HV3
- 2024 HW3
- 2024 HX3
- 2024 HY3
- 2024 HZ3
- 2024 HA4
- 2024 HB4
- 2024 HD4
- 2024 HE4
- 2024 HF4
- 2024 HG4
- 2024 HH4
- 2024 HJ4
- 2024 HK4
- 2024 HL4
- 2024 HM4
- 2024 HN4
- 2024 HO4
- 2024 HP4
- 2024 HQ4
- 2024 HR4
- 2024 HS4
- 2024 HU4
- 2024 HV4
- 2024 HW4
- 2024 HX4
- 2024 HY4
- 2024 HZ4
- 2024 HA5
- 2024 HB5
- 2024 HC5
- 2024 HD5
- 2024 HE5
- 2024 HF5
- 2024 HG5
- 2024 HH5
- 2024 HJ5
- 2024 HK5
- 2024 HL5
- 2024 HM5
- 2024 HN5
- 2024 HO5
- 2024 HP5
- 2024 HQ5
- 2024 HR5
- 2024 HS5
- 2024 HT5
- 2024 HU5
- 2024 HV5
- 2024 HW5
- 2024 HX5
- 2024 HY5
- 2024 HZ5
- 2024 HA6
- 2024 HB6
- 2024 HC6
- 2024 HD6
- 2024 HE6
- 2024 HF6
- 2024 HG6
- 2024 HH6
- 2024 HJ6
- 2024 HK6
- 2024 HL6
- 2024 HM6
- 2024 HN6
- 2024 HO6
- 2024 HP6
- 2024 HQ6
- 2024 HR6
- 2024 HS6
- 2024 HT6
- 2024 HU6
- 2024 HW6
- 2024 HX6
- 2024 HY6
- 2024 HZ6
- 2024 HA7
- 2024 HB7
- 2024 HC7
- 2024 HD7
- 2024 HE7
- 2024 HF7
- 2024 HG7
- 2024 HH7
- 2024 HJ7
- 2024 HK7
- 2024 HL7
- 2024 HM7
- 2024 HN7
- 2024 HO7
- 2024 HP7
- 2024 HQ7
- 2024 HR7
- 2024 HS7
- 2024 HT7
- 2024 HU7
- 2024 HV7
- 2024 HW7
- 2024 HX7
- 2024 HY7
- 2024 HZ7
- 2024 HA8
- 2024 HB8
- 2024 HC8
- 2024 HD8
- 2024 HE8
- 2024 HF8
- 2024 HG8
- 2024 HH8
- 2024 HJ8
- 2024 HK8
- 2024 HL8
- 2024 HM8
- 2024 HN8
- 2024 HO8
- 2024 HP8
- 2024 HQ8
- 2024 HR8
- 2024 HS8
- 2024 HT8
- 2024 HU8
- 2024 HV8
- 2024 HW8
- 2024 HX8
- 2024 HY8
- 2024 HZ8
- 2024 HA9
- 2024 HB9
- 2024 HC9
- 2024 HD9
- 2024 HE9
- 2024 HF9
- 2024 HH9
- 2024 HJ9
- 2024 HK9
- 2024 HL9
- 2024 HM9
- 2024 HN9
- 2024 HO9
- 2024 HP9
- 2024 HQ9
- 2024 HR9
- 2024 HS9
- 2024 HT9
- 2024 HU9
- 2024 HV9
- 2024 HW9
- 2024 HX9
- 2024 HY9
- 2024 HZ9
- 2024 HA10
- 2024 HB10
- 2024 HC10
- 2024 HD10
- 2024 HE10
- 2024 HF10
- 2024 HG10
- 2024 HH10
- 2024 HJ10
- 2024 HK10
- 2024 HL10
- 2024 HM10
- 2024 HN10
- 2024 HO10
- 2024 HP10
- 2024 HQ10
- 2024 HR10
- 2024 HS10
- 2024 HT10
- 2024 HU10
- 2024 HV10
- 2024 HW10
- 2024 HX10
- 2024 HY10
- 2024 HZ10
- 2024 HA11
- 2024 HB11
- 2024 HC11
- 2024 HD11
- 2024 HE11
- 2024 HF11
- 2024 HH11
- 2024 HJ11
- 2024 HK11
- 2024 HL11
- 2024 HM11
- 2024 HN11
- 2024 HO11
- 2024 HP11
- 2024 HQ11
- 2024 HR11
- 2024 HS11
- 2024 HT11
- 2024 HU11
- 2024 HV11
- 2024 HW11
- 2024 HX11
- 2024 HY11
- 2024 HZ11
- 2024 HA12
- 2024 HB12
- 2024 HC12
- 2024 HD12
- 2024 HE12
- 2024 HF12
- 2024 HH12
- 2024 HJ12
- 2024 HK12
- 2024 HL12
- 2024 HM12
- 2024 HN12
- 2024 HO12
- 2024 HP12
- 2024 HQ12
- 2024 HR12
- 2024 HS12
- 2024 HT12
- 2024 HU12
- 2024 HV12
- 2024 HW12
- 2024 HX12
- 2024 HY12
- 2024 HZ12
- 2024 HA13
- 2024 HB13
- 2024 HC13
- 2024 HD13
- 2024 HE13
- 2024 HF13
- 2024 HG13
- 2024 HH13
- 2024 HJ13
- 2024 HK13
- 2024 HL13
- 2024 HM13
- 2024 HN13
- 2024 HO13
- 2024 HP13
- 2024 HQ13
- 2024 HR13
- 2024 HS13
- 2024 HU13
- 2024 HV13
- 2024 HW13
- 2024 HX13
- 2024 HY13
- 2024 HZ13
- 2024 HA14
- 2024 HB14
- 2024 HC14
- 2024 HD14
- 2024 HF14
- 2024 HG14
- 2024 HH14
- 2024 HJ14
- 2024 HK14
- 2024 HL14
- 2024 HM14
- 2024 HN14
- 2024 HO14
- 2024 HP14
- 2024 HQ14
- 2024 HR14
- 2024 HS14
- 2024 HT14
- 2024 HV14
- 2024 HW14
- 2024 HX14
- 2024 HY14
- 2024 HZ14
- 2024 HA15
- 2024 HB15
- 2024 HC15
- 2024 HD15
- 2024 HE15
- 2024 HF15
- 2024 HG15
- 2024 HH15
- 2024 HJ15
- 2024 HK15
- 2024 HL15
- 2024 HM15
- 2024 HN15
- 2024 HO15
- 2024 HP15
- 2024 HQ15
- 2024 HR15
- 2024 HS15
- 2024 HT15
- 2024 HU15
- 2024 HV15
- 2024 HW15
- 2024 HX15
- 2024 HY15
- 2024 HZ15
- 2024 HA16
- 2024 HB16
- 2024 HC16
- 2024 HD16
- 2024 HE16
- 2024 HF16
- 2024 HG16
- 2024 HH16
- 2024 HJ16
- 2024 HK16
- 2024 HL16
- 2024 HM16
- 2024 HN16
- 2024 HO16
- 2024 HP16
- 2024 HQ16
- 2024 HR16
- 2024 HS16
- 2024 HT16
- 2024 HU16
- 2024 HV16
- 2024 HW16
- 2024 HX16
- 2024 HY16
- 2024 HZ16
- 2024 HA17
- 2024 HB17
- 2024 HC17
- 2024 HD17
- 2024 HE17
- 2024 HF17
- 2024 HG17
- 2024 HH17
- 2024 HJ17
- 2024 HK17
- 2024 HL17
- 2024 HN17
- 2024 HO17
- 2024 HP17
- 2024 HQ17
- 2024 HR17
- 2024 HS17
- 2024 HT17
- 2024 HU17
- 2024 HV17
- 2024 HW17
- 2024 HX17
- 2024 HY17
- 2024 HZ17
- 2024 HA18
- 2024 HB18
- 2024 HC18
- 2024 HD18
- 2024 HE18
- 2024 HF18
- 2024 HG18
- 2024 HH18
- 2024 HJ18
- 2024 HK18
- 2024 HM18
- 2024 HN18
- 2024 HO18
- 2024 HP18
- 2024 HQ18
- 2024 HR18
- 2024 HS18
- 2024 HT18
- 2024 HU18
- 2024 HV18
- 2024 HW18